# Анталкидов мир
Анталкидин мир је мировни споразум којим је 387/386. п. н. е. окончан Коринтски рат између Спарте с једне стране и Тебе, Коринта, Атине и Аргоса са друге стране. Тај мир познат је и под називом Краљев мир, јер је персијски цар Артаксеркс II диктирао и гарантовао услове мировног споразума. Анталкида је био спартански дипломата, који је преговарао о споразуму са персијским краљем. По томе споразуму Персији је призната власт над грчким полисима на обали Мале Азије и на Кипру. Успостављен је нови поредак међу полисима у самој Грчкој, по којима они добијају независност. Пошто је Спарта гарантовала независност грчких полиса споразум је индиректно признавао спартанску хегемонију у Грчкој. Атина је била присиљена да се одрекне поморског царства. Споразум је био пример заједничког мира, по коме су сви грчки градови истовремено закључили мир базиран на њиховој независности.

## Персија против Атине
Персија је деценијама настојала да поништи Калијин мир из 449. пре н. е, по коме је Персија признала аутономију грчких полиса у Малој Азији. Атина је раније представљала главну претњу персијским интересима на обали мале Азије. Персија је због тога подржавала Спарту у другој фази Пелопонеског рата након окончања Сицилијанске експедиције 413. п. н. е. Слабљење Атине омогућавало је Персији да преузме контролу у Малој Азији. Атина је била 404. п. н. е. поражена у Пелопонеском рату, а Делски савез је био распуштен.

## Кир Млађи добија јурисдикцију над јонским градовима
У самој Персији је дошло до унутрашњих сукоба и грађанскога рата. Када је Атина била поражена и Кир Млађи и Тисаферн тражили су јурисдикцију над јонским градовима. Већина јонских градова признала је Кира Млађега као сатрапа, а Тисаферн је загосподарио Милетом. Кир Млађи је сакупио велику војску свадивши се са Тисаферном око јонских градова. Покушао је да уз помоћ грчких плаћеника свргне свога брата и дође на персијски престо. Био је поражен 401. п. н. е. у бици код Кунаксе.

## Рат Спарте и Персије у Малој Азији
Након пораза Кира Млађега сатрап Тисаферн тражио је од грчких градова на јонској обали да му се покоре. Међутим грчки градови су тражили помоћ од Спарте. Спарта се одазвала позиву, па је 399. п. н. е. послала војску под заповедништвом Тимброна. Тимброн је освојио доста градова, али није био довољно ефикасан, а дозволио је и пљачку савезничке територије. Спарта је због тога послала Деркилиду који преузима заповедништво. Деркилида је био успешнији и створио је базу у Еолиди. Персијски сатрапи Тисаферн и Фарнабаз II су 397. п. н. е. склопили мир са Спартом. Циљ је био да добију довољно времена да изграде морнарицу. Рат Спарте и Персије обновио се доласком спартанског краља Агесилаја II, који је 385. п. н. е. нанео тежак пораз персијској војсци под заповедништвом Тисаферна у бици код Пактола, крај Сарда. Уз помоћ јонских градова Агесилај II је пустошио персијске територије у Малој Азији.

## Персијски сатрап иницира Коринтски рат
Фарнабаз II је одлучио да Агесилају II створи невоље у Грчкој и на тај начин га присили да се повуче из Мале Азије. Послао је у Грчку Тимократа са Родоса са великом количином новца. Тимократ је добио упутства да дели новац и подмићује у већим градовима у Грчкој, са циљем да их потакне против Спарте. Тимократ је посетио Атину, Тебу, Коринт и Аргос и успео је да наговори најмоћније по тим градовима да следе антиспартанску политику. Тебанци су одраније показивали највеће антипатије према Спарти и они су одлучили и да Спарту увуку у рат. Теба није хтела да директно објави рат Спарти, па је нахушкала своје савезнике Локране да започну рат са Фокидом. Када је Фокида напала Локране Теба је укључила у рат на страни Локрана, па је онда Фокида позвала Спарту, која је стала на страну Фокиде. Започео је Коринтски рат битком код Халијарта 395. пре н. е, у којој је Спарта изгубила битку. У бици је погинуо главни спартански војсковођа Лисандар, а спартански краљ Паусанија II је био оптужен за издају, па је побегао из Спарте. Због свега тога Агесилај II је морао да се са војском повуче из Мале Азије.

## Спарта губи контролу
Персија је током Коринтског рата помагала Атину и њене савезнике у борби против Спарте. Дала је Атини нову флоту и помогла је изградњу атинских дугих зидина. Комбинована атинско-персијска морнарица под заповедништвом атинског адмирала Конона потопила је спартанску флоту у бици код Книда. Пошто је Спарта уклоњена из Азије и са мора Персија је могла да поново успостави своју доминацију у Јонији и делу Егејског мора. Одмах након битке код Книда Конон и Фарнабаз заузели су много грчких градова у Јонији, који су били под спартанском контролом. Ипак нису успели да заузму Абид и Сест на Хелеспонту. Спарта је изгубила контролу над морем.

## Анталкидини први покушаји помирења са Персијом
Спартанци су 392. п. н. е. послали Анталкиду да преговара са сатрапом Тирибазом и да га покуша преплашити јачањем атинске моћи, односно чињеницом да Конон користи флоту добијену од Персије да поново изгради атинско поморско царство. Анталкида је предложио Тирибазу мировно решење које би се базирало на принципу да:
- Спарта одустаје од грчких градова Мале Азије и препушта их Персији
- острва и градови Грчке треба да буду независни
- Тирибаз је сазвао мировну конференцију у Сарду на којој се расправљало о миру, а били су присутни представници многих грчких држава укључених у рат.

Ти преговори су пропали услед разних замерки. Атина се није слагала да изгуби Скирос, Имброс и Лемнос. Теба није желела да се распусти Беотски савез, а Аргос је био против распуштања савеза Аргоса и Коринта. Тирибаз је сматрао да Атина представља већу опасност за Персију, па је тајно почео да помаже спартанску флоту. Када је за то сазнао персијски цар сменио га је 392. п. н. е. На његово место поставио је Струту, који је наставио са антиспартанском политиком. Требало је чекати неколико година да дође до промене персијске политике.

## Персија подржава Спарту и Анталкиду
Због атинске политике помагања Евагоре на Кипру дошло је до нове промене персијске политике током 388. п. н. е., па је Тирибаз поново постао сатрап. Заједно са Анталкидом помагао је поновну изградњу спартанске флоте, да би угрозили атинске интересе. Спартанска флота на Хелеспонту подсетила је Атињане на 404. пре н. е, када су због истога разлога изгубили Пелопонески рат. Спартанска флота је угразила снабдевање Атине житом, па су тако присилили Атину да пристане на преговоре. На преговорима зараћених страна Тирибаз је заступао самога персијскога цара. Тирибаз и Анталкида били су посредници између персијског и спартанског краља. Ти преговори довели су до Анталкидина мира ( или Краљевог мира), који је персијски цар диктирао осталим учесницима 387/386. п. н. е.

## Мировне одредбе
Анталкидин мир је персијски краљ диктирао осталим учесницима.
Због тога је познат и под називом Краљев мир. Најважније одредбе Анталкидина мира су:
- грчки градови у Малој Азији припадају Персији
- Персији припадају и Кипар и Клазомена
- острва Лемнос, Скирос и Имброс остају под контролом Атине
- признање аутономије, тј. независности свих грчких полиса у Грчкој
- персијски цар прети ратом онима, који не прихвате те одредбе

Због одредбе о независности грчких полиса Теба је била присиљена да распусти Беотијски савез, а исто тако Коринт и Аргос морали су да распусте федерацију Коринта и Аргоса успостављену 391. п. н. е. Атина је била присиљена да се одрекне Атинског поморског царства.
Последице Уреди
Анталкидин мир је за Персију представљао велики успех, јер су успели да уклоне сталну претњу у Малој Азији. Атина, Спарта и Теба и остали грчки полиси признали су персијски суверенитет у Малој Азији.
Краљев мир требало је да доведе до трајнога мира у Грчкој након Пелопонескога и Коринтскога рата. Ипак краљев мир осигурао је само спартанску хегемонију. Спарта је стално кршила одредбе тога мира, тј стално је нарушавала одредбу о аутономији. Мешала се у унутрашње ствари других полиса успостављајући у њима власт по спартанском интересу. Тако је 382. п. н. е. у Теби успоставила олигархију. Такво стање трајало је до битке код Леуктре 371. п. н. е.